# Hans-Jakob Klingen
Hans-Jakob Klingen (* 10. Januar 1957) ist ein ehemaliger deutscher Fußballspieler.

## Karriere
Klingen, aus der Jugendmannschaft von Borussia Mönchengladbach hervorgegangen, rückte zur Bundesliga-Saison 1975/76 in die Erste Mannschaft auf, kam als Torhüter jedoch in keinem Pflichtspiel zum Einsatz, auch nicht in der Folgesaison.
Von 1977 bis 1982 gehörte er Preußen Münster an, kam jedoch erst von 1979 bis 1981 in der seinerzeit zweigleisigen 2. Bundesliga in 41 Punktspielen zum Einsatz. Er debütierte im Seniorenbereich am 21. Oktober 1979 (11. Spieltag) beim 1:0-Sieg im Auswärtsspiel gegen Rot-Weiß Oberhausen. Da mit Platz 13 die Qualifikation für die – ab der Saison 1981/82 – eingleisige 2. Bundesliga, d. h. ohne die Aufteilung in Gruppe Nord und Süd, um drei Plätze verpasst wurde, stieg er mit seinem Verein ab. Seine letzte Saison für Preußen Münster verbrachte er in der seinerzeit drittklassigen Oberliga Westfalen, die mit dem fünften Platz abgeschlossen wurde. Für die Preußen bestritt er 1980/81 zwei Pokalspiele und eins 1981/82. 
In der Saison 1988/89 spielte er in der Oberliga Südwest, in der er in sechs Punktspielen für Hassia Bingen agierte. In der Saison 2010/11 gehörte er dem Kader des FC Karbach an, der von 2008 bis 2015 in der sechstklassigen Rheinlandliga vertreten war.

## Erfolge
- Deutscher Meister 1976, 1977(jeweils ohne Einsatz)